# Mahindra United
El Mahindra United Football Club, conocido como MUFC, fue un equipo de fútbol de la India que jugó en la I-League, la liga de fútbol más importante del país.

## Historia
Fue fundado en el año en el año 1962 en la ciudad de Mumbai y fue popular porque se referían a él como Manchester United de la India, en relación con el poderoso equipo inglés y conocido por su gran rendimiento durante sus 4 décadas de existencia. Nació con el nombre Mahindra & Mahindra Allied Sports Club bajo el patrocinio del Grupo Mahindra, nombre que usaron hasta el año 2000, cuando lo campbiaron por el más reciente, ganó 1 título de liga y 7 títulos de diferentes copas locales.
A nivel internacional participó en 3 torneos continentales, donde su mejor participación fue en la Copa de la AFC del año 2007, donde avanzó hasta los cuartos de final.
El equipo desapareció al concluir la Temporada 2009-10.

## Palmarés
- Indian League: 1

2006
- Copa Durand: 3

1998, 2001/02, 2008
- Copa Federación de la India: 2

2003, 2005
- IFA Shield: 2

2006, 2008
- Super Copa de la India: 6

1971, 1982, 1984, 1985, 1987, 1995
- Copa Rovers: 1

1993
- Mumbai Elite Division: 4

2002, 2003, 2004, 2005

## Participación en competiciones de la AFC
- Copa de la AFC: 3 apariciones

| 2004 - Fase de grupos | 2006 - Fase de grupos | 2007 - Cuartos de final |

## Entrenadores destacados
- Derrick Pereira

## Última Gerencia
- Gerente General:  Henry Menezes
- Entrenador:  David Booth
- Asistente del Entrenador:  Arshad Hussain
- Fisioterapeuta:  Dr Sandeep Kurale
- Doctor:  Dr N N Shingornikar